# 六座柴契爾夫人像
〈六座柴契爾夫人像〉（The Six Thatchers）是英國廣播公司（BBC）推出的電視劇《新福爾摩斯》第四季的首播集，於2017年1月1日在BBC One、BBC First、PBS和第一頻道首播。部分劇情改編自柯南·道爾撰寫的福爾摩斯小說《六座拿破崙半身像》（1904年）及《四簽名》（1890年）等，講述著手調查從一宗車禍案牽扯出來的一連串案件。

## 劇情
該集以秘密會議為夏洛克脫罪為開場，篡改馬格努森（〈最後誓言〉）死亡記錄成被狙擊手射殺。夏洛克自由，並決心等待莫里亞蒂死後的報復。福爾摩斯講述了一個《薩邁拉的商人》故事，商人試圖擺脫死亡但最終仍屈服於宿命的寓言。
瑪麗誕下一個女嬰，取名為羅莎蒙（英語：Rosamund Mary）。作為羅莎蒙的教父，夏洛克誓言守護華生一家三口。夏洛克注意各種案件，希望能揭開莫里亞蒂的陰謀。
雷斯垂德探長委託夏洛克調查一宗高官家屬的離奇車禍死亡案。 迅速地破案後，夏洛克發現了另一個謎團，現場有一尊被砸毀的柴契爾夫人石膏像。而後又接連出現四宗案件現場有同款的石膏像被砸毀。在其中一個現場，犯人留下血跡。雖然夏洛克出動獵犬，但犯人狡猾脫逃。 夏洛克調查出最後一件同款石膏像的所在，犯人果然出現，與夏洛克打鬥後逃跑。出乎意料，夏洛克發現了石膏像裏有一個記憶卡跟瑪麗的記憶卡（〈最後誓言〉）一模一樣，寫著「A.G.R.A.」字樣。 逃跑前犯人向夏洛克誓言要殺死瑪麗。
在六年前喬治亞政變，「A.G.R.A.」四人小組出動解救英國大使館被綁架的人質。 被綁架的大使掌握一件名為「Ammo」的秘密。解救任務失敗，（小組成員/石膏像案犯人/阿賈伊）在被捕前將一個記憶卡藏於一款六件其中一個柴契爾夫人石膏像中，在被捕後，阿賈伊受盡虐待折磨，並得知一個代號為「Ammo」的英國女人是叛徒。，
夏洛克質問瑪麗，確定犯人是瑪麗做"特工"時的舊搭檔阿賈伊。阿賈伊和瑪麗過去同在一個代號為「A.G.R.A.」的四人傭兵團中。 四人各有一個記憶卡，包含四個人的秘密，以免被同伴出賣。 解救大使是最後一件任務，牽涉到一個代號「Ammo」。任務出差錯，瑪麗即時脫逃，而以為阿賈伊其他三人已遇難。夏洛克告訴瑪麗，阿賈伊以為叛徒是瑪麗，在逃脫後尋找石膏像來拿回記憶卡。瑪麗得知阿賈伊要殺死她，怕連累家人，逃到摩洛哥。阿賈伊跟踪找到瑪麗的夏洛克和約翰想向瑪麗報復，爭論質疑中卻被摩洛哥警察打死。
夏洛克與邁可羅夫特討論起此事，邁可羅夫特說他曾僱傭過「A.G.R.A.」組織執行任務，直到那次解救大使任務失敗，但並不知「Ammo」。之後福爾摩斯推斷“Ammo”應該是同音拉丁語 Amo，“愛”，邁可羅夫特根據此質問代號為「愛」的史默伍，她負責徵召「A.G.R.A.」協調任務。但調查史默伍沒有成果。
最後福爾摩斯揪出了真正的叛徒是史默伍的機要秘書薇薇安。薇薇安承認她使用密碼“Amo”向喬治亞綁架者提供了線索，從而消滅了“A.G.R.A.”團隊和人質。她的動機是殺害發現薇薇安出賣國家機密的英國大使。約翰、邁克羅夫特和警察到了，薇薇安向夏洛克開槍，一旁瑪麗突然飛身而出為福爾摩斯擋子彈，瑪麗向約翰和夏洛克表達了她的愛和感激之情，然後在約翰的懷中死去了。悲痛欲絕的約翰責怪發誓要保護瑪麗的夏洛克。
夏洛克拜訪了約翰的治療師，但無法討論他的問題。在家裡，邁克羅夫特看到了一張寫著“13th”的便簽，於是去電雪林福特（英語：Sherrinford）。福爾摩斯試圖拜訪華生卻不得其門而入，只拿到一張約翰的信箋，之前他收到一個寫有「想我了嗎？」的光碟，由於與上季結尾莫里亞蒂留言相同，福爾摩斯一度以為是他寄來的，但播放後發現其實是由瑪麗所寄出。在這段瑪麗生前所拍攝的影片中，她委託福爾摩斯「救救約翰‧華生」，並在結尾要福爾摩斯「下地獄」。

## 製作
在2016年聖地牙哥國際漫畫展上，劇組公開了該集中的關鍵字：「柴契爾」
。

### 拍攝
第四季拍攝地點主要在威爾斯的 松林製片廠。
本集有幾個外景在倫敦拍攝：涉及獵犬的場景是在南華克的博羅市場和三一教堂廣場；在沃克斯霍爾橋拍攝夏洛克跑向 英國秘密情報局總部 的場景。還有在摩洛哥馬拉喀什的 德吉瑪廣場  拍攝的場景。

## 出典與設計
〈六座柴契爾夫人像〉取材於多部福爾摩斯原著小說，當中包括《六座拿破崙半身像》（1904年）、《四簽名》（1890年）及《黃色臉孔》（1894年）等。劇中一名政府高官的代號「波洛克」源自《恐怖谷》中莫里亞蒂的手下佛瑞德·波洛克之名:9-11，而另一高官的代號「蘭代爾」則取材自《三面人形牆探案》（1926年）中的角色蘭代爾·派克:9-11。在該集中，蘇格蘭場警員史特拉·霍普金斯口中的「波吉拉的黑珍珠」源自《六座拿破崙半身像》。劇中的對白「逮捕不了水母」取自《獅鬃毛》（1926年）。在《獅鬃毛》中，受害者就是被水母螫死的:9-11。
福爾摩斯出借駭客養的狗以追查嫌犯蹤跡一事，出自《四簽名》。在福爾摩斯委託駭客調查六座半身像的買主時，駭客說：「時間真能讓人平等……柴契爾現在大概跟拿破崙那種古人差不多。」呼應改編原著《六座拿破崙半身像》。福爾摩斯要求房東哈德遜太太用“諾伯里”作為提醒他的過度自信，出自《黃色臉孔》。另一個出自《黃色臉孔》是約翰·華生對瑪麗說：“我可能不是一個很好的人，但我比你認為的要好。” 這句話是《黃色臉孔》中格蘭特蒙羅先生對他的妻子艾菲說的。艾菲和瑪麗一樣，也隱藏著一個秘密。
「雪林福特」（英語：Sherringford）為柯南‧道爾決定夏洛克是福爾摩斯的名字前，暫定的名字

## 播出與反響
該集同期在英國、美國、澳大利亞和拉丁美洲首播。在BBC One，它首播於格林威治標準時間晚上 8:30。
本集的評價褒貶不一。衛報是正面的 :「康柏拜區在迄今為止最具爆炸性的演出中納入結合007情報員」。IGN 給出了 5.5/10 的混合評論，稱其為“平庸”和「夏洛克跟著柴契爾夫人的頭像帶回來一個混亂和令人困惑的案件了」。每日電訊報給出了很好的評論， 4/5 星的評分，稱其為“複雜情節令人眼花繚亂的勝利”。拉爾夫·瓊斯在《衛報》批評這一集讓夏洛克成為詹姆斯·邦德式的動作英雄。 主創/編劇/演員加蒂斯寫詩回應。

## 外部連結
- 互联网电影数据库上The Six Thatchers的资料（英文）
- 在BBC one 上 《The Six Thatchers》 （页面存档备份，存于）的資料（英文）